# Alfredo Cremonesi
Alfredo Cremonesi, né le 15 mai 1902 et mort le 7 février 1953, était un prêtre catholique italien, membre de l'Institut pontifical pour les missions étrangères. Envoyé en Birmanie où il travailla à l'évangélisation de la population karen pendant 28 ans, il y fut assassiné au cours de la guerre civile. Il est vénéré comme bienheureux par l'Église catholique.

## Biographie
Entré au séminaire de Crema, une grave maladie du sang semble mettre fin à son projet de prêtrise, avant qu'il ne guérisse soudainement. Il attribua cela à sainte Thérèse de Lisieux. Son père, bien que très croyant et engagé dans l'Action catholique, s'oppose fermement à la vocation missionnaire de son fils. Toutefois, soutenu par sa mère, Alfredo Cremonesi entre en 1922 au séminaire de l'Institut pontifical pour les missions étrangères. Le 12 octobre 1924 il est ordonné prêtre, et un an plus tard, envoyé en Birmanie. À 23 ans il dit adieu à sa famille et à ses proches, pour partir définitivement vers un pays qui lui est inconnu. Le 10 novembre 1925, Alfredo Cremonesi débarque à Taungû. Pendant un an il se forme à la langue et aux coutumes du pays, puis on lui confie la gestion des biens de la mission. Il est alors chargé de tenir les comptes, d'établir les bilans et d'envoyer le nécessaire dans les écoles, orphelinats, dispensaires et églises fondés par les missionnaires,,.
L'évêque lui confie ensuite le district de Donokù, isolé dans les montagnes de la région de Bago, auprès de la population karen. Il mène dès lors une vie de vagabond, s'en allant d'un village à un autre. Ses missions sont de véritables expéditions, dans un milieu resté  sauvage et primitif. Il est sans ressources et tout reste à faire en matière d'évangélisation. Malgré les crises spirituelles, découlant de son sentiment d'inefficacité, Alfredo Cremonesi ne se décourage pas et continue ses missions à travers les villages.
Au cours de la Seconde Guerre mondiale, Alfredo Cremonesi est arrêté par les Japonais et interné dans un camp de concentration à Moso, en Inde. Il souffre des mauvais traitements et sa santé se dégrade. En janvier 1947, Alfredo Cremonesi est libéré et il retourne à Donokù. Tout son travail a été saccagé et il doit totalement reprendre la mission. Il recommence ses expéditions à travers les villages, enseigne le catéchisme et apporte son aide aux malades et aux nécessiteux.
L'indépendance du Birmanie vis-à-vis du Royaume-Uni plonge le pays dans une nouvelle crise. Des groupes ethniques se rebellent et prennent notamment pour cibles les catholiques. Alfredo Cremonesi est contraint de se réfugier à Taungû. En avril 1952, il retourne à Donokù. Les villageois sont accusés par les troupes gouvernementales de soutenir les rebelles karens. Bien que menacé, Alfredo Cremonesi prend leur défense. Le 7 février 1953, les militaires font irruption à Donokù. Après avoir brûlé les locaux de la mission, ils abattent d'un coup de fusil Alfredo Cremonesi.

## Béatification
La cause pour la béatification et la canonisation d'Alfredo Cremonesi débute en 2004 à Crema. L'enquête diocésaine se clôture en 2007, puis est envoyée à Rome pour y être étudiée par la Congrégation pour les causes des saints.
À la suite de l'avis favorable des différentes commissions, le pape François procède à la reconnaissance du martyre d'Alfredo Cremonesi le 19 mars 2019, et signe le décret de sa béatification. Il a été solennellement proclamé bienheureux le 19 octobre 2019, lors d'une messe célébrée à Crémone par le cardinal Giovanni Angelo Becciu,.